# Pachydactylus sansteynae
Pachydactylus sansteynae är en ödleart som beskrevs av  Steyn och MITCHELL 1967. Pachydactylus sansteynae ingår i släktet Pachydactylus och familjen geckoödlor. Inga underarter finns listade i Catalogue of Life.